# Neal Burns
Neal Burns (Bristol, 26 giugno 1892 – Los Angeles, 3 ottobre 1969) è stato un attore e regista statunitense.
Fratello dell'attore Eddie Barry, apparve in 198 film dal 1915 al 1946.
Dopo l'avvento del sonoro le sue interpretazioni furono per la maggior parte non accreditate e in ruoli minori.

## Filmografia

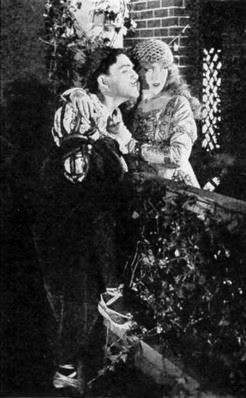
A Rambling Romeo (1922) con Neal Burns e Helen Darling

### Attore
- Nellie the Pride of the Fire House - cortometraggio (1915)
- Taking Her Measure - cortometraggio (1915)
- His Wife's Husband, regia di Al Christie (1915)
- Down on the Farm, regia di Al Christie (1915)
- It Happened on Friday, regia di Al Christie (1915)
- In a Jackpot
- A Mixed Up Elopement,  regia di Al Christie (1915)
- All in the Same Boat, regia di Al Christie (1915)
- Two Hearts and a Ship, regia di Al Christie (1915)
- Caught by a Thread, regia di Al Christie (1915)
- When Cupid Crossed the Bay, regia di Al Christie (1915)
- Broken Hearts and Pledges
- With Father's Help, regia di Al Christie (1915)
- Their Friend, the Burglar, regia di Al Christie (1915)
- On His Wedding Day, regia di Horace Davey (1915)
- When Hubby Grew Jealous, regia di Horace Davey (1915)
- When Their Dads Fell Out, regia di Horace Davey (1915)
- When Father Had the Gout, regia di Horace Davey (1915)
- There's Many a Slip, regia di Horace Davey (1915)
- The Tale of His Pants, regia di Horace Davey (1915)
- It Happened While He Fished, regia di Horace Davey (1915)
- Dan Cupid: Fixer, regia di Horace Davey (1915)
- A Maid and a Man, regia di Horace Davey (1915)
- Molly's Malady
- It Almost Happened
- When a Man's Fickle
- And the Best Man Won
- A One Cylinder Courtship
- Circumstantial Scandal
- Those Kids and Cupid
- Father's Lucky Escape
- A Looney Love Affair
- When Father Was the Goat
- Saved by a Skirt
- Operating on Cupid
- Her Speedy Affair
- When Three Is a Crowd
- The Boy the Girl and the Auto
- Mixed Kids
- Her Husband's Wife, regia di Al Christie (1916)
- Sauce for the Goose, regia di Al Christie (1917)
- Phoney Photos, regia di Edwin Frazee (1918)
- Hickory Hiram, regia di Edwin Frazee (1918)
- Back from the Front di William Beaudine (1920)
- Mary's Ankle, regia di Lloyd Ingraham (1920)
- Court Plaster, regia di Gilbert Pratt (1924)
- Il convegno dei cinque (The Devil's Party), regia di Ray McCarey (1938)
- Sob Sister, regia di Alfred Santell (1931)

### Film o documentari dove appare Neal Burns
- Behind the Screen, regia di Al Christie (1915)